# 大宮直依
大宮 直依（おおみや なおい）は、日本の漫画家。

## 経歴
1980年に『アンモナイト創世紀』に収録されている『Crystal Jaguar』でデビュー。
1986年に「週刊少年マガジン」で『ワイルド・ラン』を連載していた。「月刊コミコミ」にも作品が掲載されている。その後、「月刊コミックコンプ」で『1・2・3でキメてあげる』を連載した。

## 人物
趣味として『ドラゴンクエストIII そして伝説へ…』をプレイしている。

## 作品
- ワイルド・ラン（1986年、講談社、全2巻）
- アンモナイト創世紀（1989年、大都社、全1巻）
- 1・2・3でキメてあげる（1991年、KADOKAWA、全5巻）